# Centre technique de matériaux naturels de construction
Le Centre technique de matériaux aturels de construction (CTMNC) est le centre de recherche industrielle, d'assistance technique et de formation des fabricants français de produits de terre cuite, terre crue et en pierre naturelle.
Il est situé en France, à Paris (siège social), à Clamart et à Limoges.
Régi par les articles L 521-1 et suivants du Code de la Recherche, c'est un établissement d'utilité publique de droit privé, dont l'objet est de promouvoir le progrès des techniques.
Il est constitué de deux départements :
- Terre Cuite (pour la filière des Tuiles et Briques)
- Pierre Naturelle (pour la filière des roches ornementales et de construction).

Créé en 1957 à l'initiative des industriels, le CTTB (ou centre technique des tuiles et briques) a acquis une réputation européenne dans son domaine des matériaux de construction de terre cuite. En 2007, le CTTB s'est ouvert à la filière ROC[Quoi ?], devenant ainsi le CTMNC ou Centre Technique des Matériaux Naturels de Construction. En 2007 également, le CTMNC créait son antenne de Limoges.

## Équipe dirigeante
- Directrice générale : Isabelle Dorgeret[2].

Le conseil d'administration, composé de professionnels, de personnalités qualifiées, de syndicats du personnel, est conseillé par deux comités techniques et scientifiques. Ces CTS ont pour rôle d'évaluer la qualité scientifique des travaux du CTMNC, de choisir les grandes orientations techniques à moyen et long terme, et de procéder aux arbitrages budgétaires en matière de Recherche et Développement.